# Rhytidortalis perforata
Rhytidortalis perforata är en tvåvingeart som beskrevs av Mcalpine 2000. Rhytidortalis perforata ingår i släktet Rhytidortalis och familjen bredmunsflugor. Inga underarter finns listade i Catalogue of Life.